# 永安河

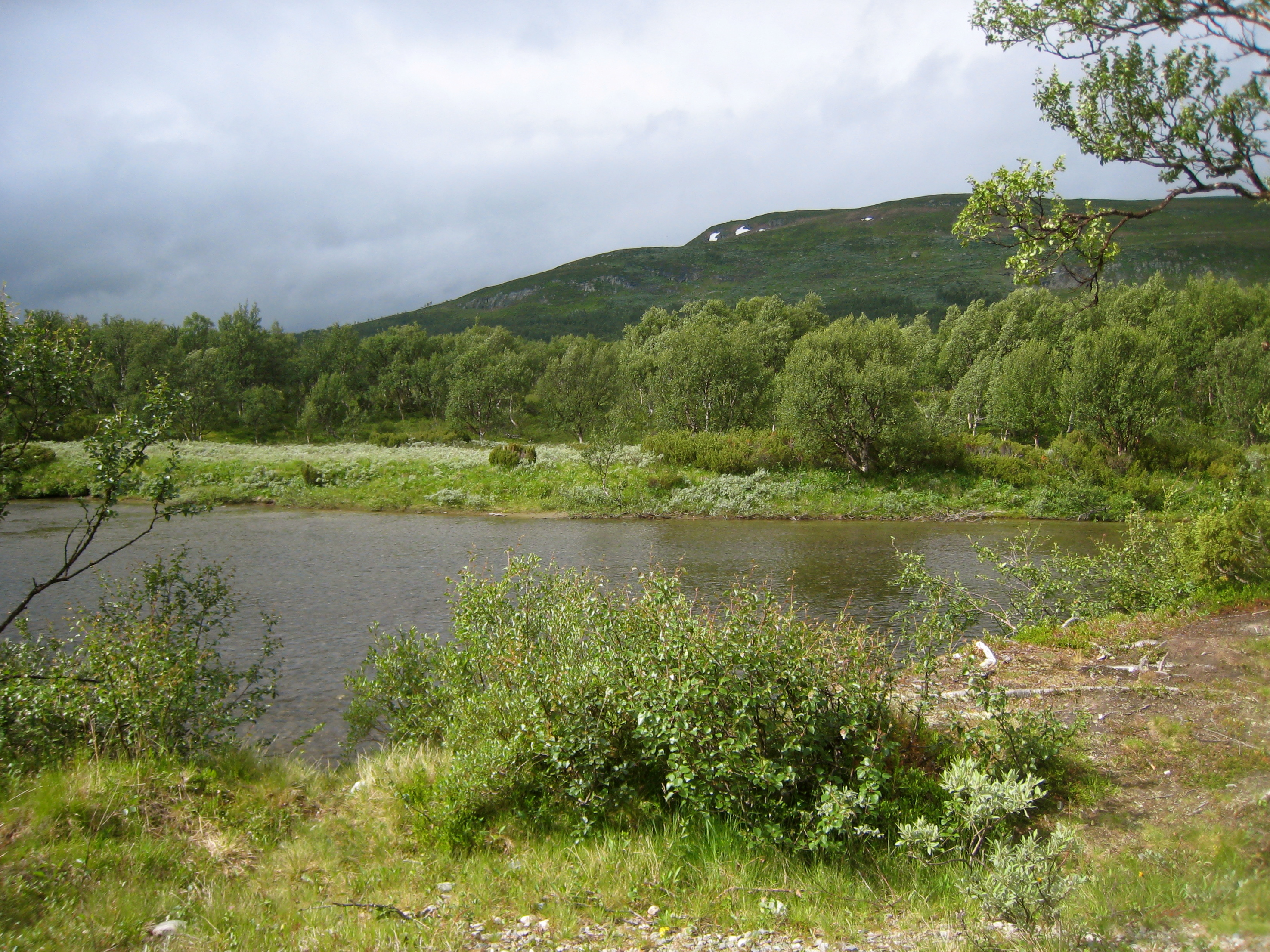

永安河（瑞典語：Ljungan）是瑞典的河流，發源自特隆赫姆附近，流經耶姆特蘭省和西諾爾蘭省，河道全長350公里，流域面積12,851平方公里，平均流量每秒140立方米。